# Helmsdale (Fluss)
Der Helmsdale ist ein Fluss in der schottischen Council Area Highland beziehungsweise in der traditionellen Grafschaft Sutherland. Es handelt sich um den Abfluss des Loch Badanloch. Von dort aus fließt er 34 km in südöstlicher Richtung und durchfließt dabei den See Loch Achnamoine. Schließlich mündet der Helmsdale in Helmsdale in den Moray Firth. Von Helmsdale an folgen die A897 linksseitig sowie die Gleise der Far North Line rechtsseitig über 24 km dem Lauf des Helmsdale flussaufwärts. Die Bahnstrecke quert ihn dabei über eine Brücke im Norden. Kurz vor seiner Mündung wird die A9 über eine Brücke über den Helmsdale geführt. In Helmsdale existiert außerdem eine weitere Straßenbrücke über den Fluss.
Der Helmsdale ist bekannt für seinen reichen Lachsbestand.

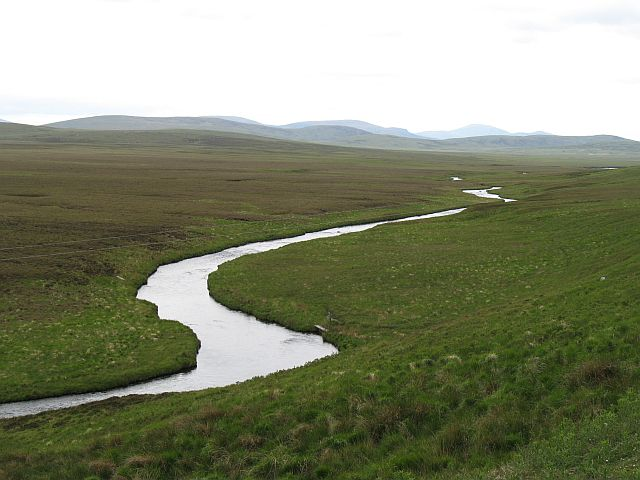
Lauf des Helmsdale
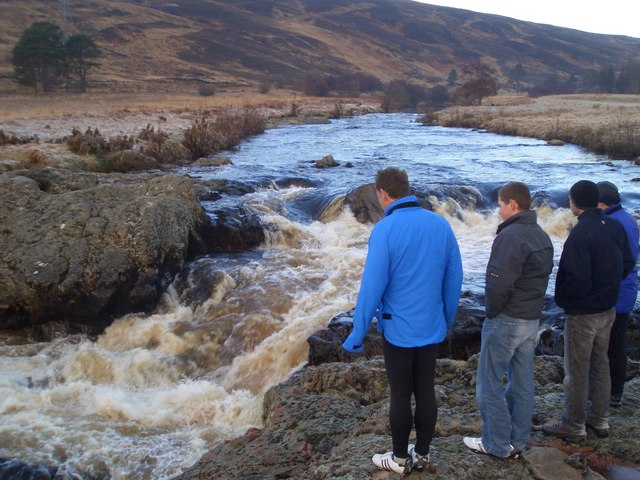
Stromschnellen im Helmsdale
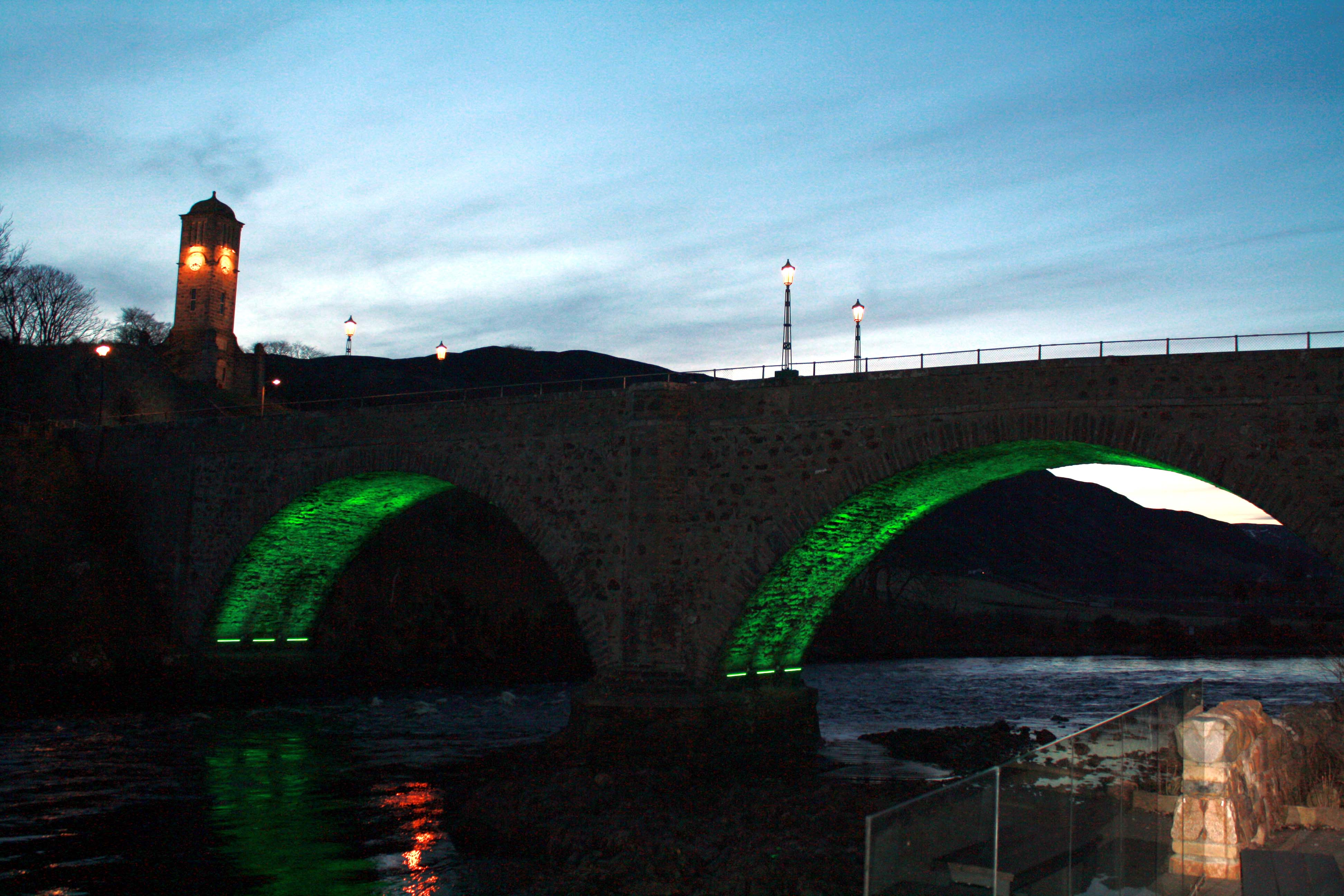
Old Bridge in Helmsdale